# غابور كوكسيس
غابور كوكسيس (بالمجرية: Kocsis Gábor)‏ هو لاعب كرة قدم مجري، ولد في 30 نوفمبر 1985 في كيش كونهالاش ‏ في المجر. لعب مع دوناوجفاروس ونادي فاساس ونادي مول فيدي.

## وصلات خارجية
- غابور كوكسيس على موقع قاعدة بيانات كرة القدم.إي يو (الإنجليزية)